# Aleksandr Perov
Aleksandr Nikoláyevich Perov –en ruso, Александр Николаевич Перов– (Kaliningrado, 2 de junio de 1955) es un deportista soviético que compitió en ciclismo en la modalidad de pista, especialista en la prueba de persecución por equipos.
Participó en los Juegos Olímpicos de Montreal 1976, obteniendo una medalla de plata en la disciplina de persecución por equipos (junto con Víktor Sokolov, Vladímir Osokin y Vitali Petrakov). Ganó una medalla de plata en el Campeonato Mundial de Ciclismo en Pista de 1975.

## Medallero internacional
| Juegos Olímpicos   | Juegos Olímpicos   | Juegos Olímpicos | Juegos Olímpicos            |
| Año                | Lugar              | Medalla          | Competición                 |
| ------------------ | ------------------ | ---------------- | --------------------------- |
| 1976               | Montreal ( Canadá) | Medalla de plata | Persecución por equipos     |
| Campeonato Mundial |                    |                  |                             |
| Año                | Lugar              | Medalla          | Competición                 |
| 1975               | Rocourt ( Bélgica) | Medalla de plata | Persecución por equipos (A) |